# Idris munnarensis
Idris munnarensis är en stekelart som beskrevs av Durgadas Mukerjee 1978. Idris munnarensis ingår i släktet Idris och familjen Scelionidae. Inga underarter finns listade i Catalogue of Life.